# Человек наполовину
«Человек наполовину» (итал. Un uomo a meta) — итальянский драматический фильм режиссёра Витторио Де Сета. Фильм участвовал в конкурсе Венецианского кинофестиваля 1966 года, на котором Жак Перрен был награждён Кубком Вольпи за лучшую мужскую роль.
Фильм был снят под сильным влиянием «Новой волны» и отличается нелинейным запутанным повествованием, которое должно было максимально точно изобразить потерю главного героя связи с реальностью.

## Сюжет
Журналист Мишель попадает в психиатрическую клинику и вспоминает свою жизнь и, прежде всего, свои отношения с властной матерью и эгоистичным братом, которые довели его до невроза и мешали ему заводить отношения с женщинами.

## В ролях
- Жак Перрен — Мишель
- Розмари Декстер — Марина
- Илария Оккини — Елена
- Леа Падовани — мать Мишеля
- Джанни Гарко — брат Мишеля
- Пьер Паоло Каппони — Хью
- Китти Свон — девушка в парке
- Иван Рассимов — молодой человек в парке